# Neasura gyochiana
Neasura gyochiana är en fjärilsart som beskrevs av Matsumura 1927. Neasura gyochiana ingår i släktet Neasura och familjen björnspinnare. Inga underarter finns listade i Catalogue of Life.